# Nemanja Vidić
Nemanja Vidić (en serbio: Немања Видић; Užice, Serbia, 21 de octubre de 1981) es un exfutbolista serbio. Jugó como defensa central y su último equipo fue el Inter de Milán de la Serie A de Italia.

## Trayectoria
Nemanja Vidić comenzó notablemente su carrera profesional en el Estrella Roja de Belgrado. Antes de cumplir los quince años firmó con el club su participación en las ligas juveniles. En el 2000 logró entrar a las ligas profesionales, siendo cedido al club Spartak Subotica de la tercera división serbia. Al término de su cesión en el 2001, regresó al Estrella Roja de Belgrado donde finalmente jugó para el club en la liga profesional, participando así en la primera división Meridijan Superliga. En la temporada 2001-02 ganó junto a su equipo la Copa de Yugoslavia, que posteriormente le valdría el derecho de portar el brazalete de capitán del club. Durante sus tres años como capitán del Estrella Roja anotó 12 goles en 67 partidos jugados, llevando así al club a hacer un doblete al término de la temporada 2003-04. Los campeonatos nacionales ganados fueron la Superliga y la Copa de Serbia & Montenegro. 
En julio de 2004 se unió al FC Spartak Moscú de la Liga Premier de Rusia a través de un traspaso que fue calificado como el fichaje más caro en la historia de la Liga Premier de Rusia. Después de jugar dos temporadas en el club de Moscú, el 5 de enero de 2006, Vidić firmó su contrato con el Manchester United de la FA Premier League, mediante un traspaso aproximado de siete millones de libras esterlinas. En su primera temporada ganó su primera medalla cuando el Manchester United se colocó como el campeón de la FA Premier League 2006-2007. En la temporada 2007-2008, obtuvo su segunda medalla en la Premier League mientras que el Manchester se proclamó ganador de la Champions League por tercera ocasión. Desde la temporada 2010-2011 es el capitán del Manchester United. El 25 de octubre de 2011 anunció su retiro de la Selección de Serbia. El 8 de diciembre de 2011, en un encuentro ante el FC Basel en Champions League, Vidic sufrió una rotura de ligamento cruzado de la rodilla, y como consecuencia estuvo apartado de los terrenos de juego durante el resto de la temporada 2011/2012.
El 5 de marzo de 2014 se anuncia que, tras finalizar su contrato con el Manchester United en junio de ese mismo año, Vidić dejaría el club inglés para comenzar una nueva etapa en el Inter de Milán.
El 4 de julio de 2014 se oficializa en la página web del Inter de Milán la llegada de Vidić al club italiano.
Tras un rendimiento muy irregular en su nuevo club, el 29 de enero de 2016, anunciaba su retirada, a los 34 años.

## Clubes
| Club              | País                            | Año       | PJ  | Goles |
| ----------------- | ------------------------------- | --------- | --- | ----- |
| Spartak Subotica  | Yugoslavia                      | 2000-2001 | 27  | 6     |
| Estrella Roja     | Yugoslavia/ Serbia y Montenegro | 2001-2004 | 67  | 12    |
| Spartak de Moscú  | Rusia                           | 2004-2006 | 39  | 4     |
| Manchester United | Inglaterra                      | 2006-2014 | 300 | 19    |
| Internazionale    | Italia                          | 2014-2016 | 28  | 1     |

## Estadísticas
| Club | Div.          | Temporada     | Liga  | Liga  | Copas nacionales(1) | Copas nacionales(1) | Copas internacionales(2) | Copas internacionales(2) | Total | Total |
| Club | Div.          | Temporada     | Part. | Goles | Part.               | Goles               | Part.                    | Goles                    | Part. | Goles |
| --- | ------------- | ------------- | ----- | ----- | ------------------- | ------------------- | ------------------------ | ------------------------ | ----- | ----- |
| Spartak de Moscú · Rusia | 1.ª           | 2004          | 12    | 2     | 0                   | 0                   | 0                        | 0                        | 13    | 2     |
| Spartak de Moscú · Rusia | 1.ª           | 2005          | 27    | 2     | 0                   | 0                   | 0                        | 0                        | 28    | 2     |
| Spartak de Moscú · Rusia | Total club    | Total club    | 39    | 4     | 0                   | 0                   | 0                        | 0                        | 39    | 4     |
| Manchester United Inglaterra | 1.ª           | 2005/06       | 11    | 0     | 4                   | 0                   | 0                        | 0                        | 15    | 0     |
| Manchester United Inglaterra | 1.ª           | 2006-07       | 25    | 3     | 5                   | 0                   | 8                        | 1                        | 38    | 4     |
| Manchester United Inglaterra | 1.ª           | 2007-08       | 32    | 1     | 3                   | 0                   | 9                        | 0                        | 44    | 1     |
| Manchester United Inglaterra | 1.ª           | 2008-09       | 34    | 4     | 8                   | 0                   | 9                        | 1                        | 51    | 5     |
| Manchester United Inglaterra | 1.ª           | 2009-10       | 24    | 1     | 0                   | 0                   | 7                        | 0                        | 31    | 1     |
| Manchester United Inglaterra | 1.ª           | 2010-11       | 35    | 5     | 2                   | 0                   | 9                        | 0                        | 46    | 5     |
| Manchester United Inglaterra | 1.ª           | 2011-12       | 6     | 0     | 1                   | 0                   | 2                        | 0                        | 9     | 0     |
| Manchester United Inglaterra | 1.ª           | 2012-13       | 19    | 1     | 2                   | 0                   | 2                        | 0                        | 23    | 1     |
| Manchester United Inglaterra | 1.ª           | 2013-14       | 25    | 0     | 2                   | 1                   | 6                        | 1                        | 33    | 2     |
| Manchester United Inglaterra | Total club    | Total club    | 211   | 15    | 27                  | 1                   | 52                       | 3                        | 300   | 19    |
| Inter de Milán · Italia | 1.ª           | 2014/15       | 23    | 1     | 0                   | 0                   | 5                        | 0                        | 28    | 1     |
| Inter de Milán · Italia | 1.ª           | 2015/16       | 0     | 0     | 0                   | 0                   | –                        | –                        | 0     | 0     |
| Inter de Milán · Italia | Total club    | Total club    | 23    | 1     | 0                   | 0                   | 5                        | 0                        | 28    | 1     |
| Total carrera | Total carrera | Total carrera | 273   | 20    | 29                  | 1                   | 57                       | 3                        | 359   | 24    |
| (1) Incluye datos de FA Cup, Copa de la Liga de Inglaterra, Community Shield y Copa Italia. (2) Incluye datos de Liga de Campeones y Copa de la UEFA. |               |               |       |       |                     |                     |                          |                          |       |       |

## Palmarés

### Títulos nacionales
| Título                              | Club              | País                | Año     |
| ----------------------------------- | ----------------- | ------------------- | ------- |
| Copa de Yugoslavia                  | Estrella Roja     | Yugoslavia          | 2001-02 |
| Primera Liga de Serbia y Montenegro | Estrella Roja     | Serbia y Montenegro | 2003-04 |
| Copa de Serbia y Montenegro         | Estrella Roja     | Serbia y Montenegro | 2003-04 |
| Copa de la Liga                     | Manchester United | Inglaterra          | 2005-06 |
| Premier League                      | Manchester United | Inglaterra          | 2006-07 |
| Community Shield                    | Manchester United | Inglaterra          | 2007    |
| Premier League                      | Manchester United | Inglaterra          | 2007-08 |
| Community Shield                    | Manchester United | Inglaterra          | 2008    |
| Premier League                      | Manchester United | Inglaterra          | 2008-09 |
| Copa de la Liga                     | Manchester United | Inglaterra          | 2008-09 |
| Copa de la Liga                     | Manchester United | Inglaterra          | 2009-10 |
| Community Shield                    | Manchester United | Inglaterra          | 2010    |
| Premier League                      | Manchester United | Inglaterra          | 2010-11 |
| Community Shield                    | Manchester United | Inglaterra          | 2011    |
| Premier League                      | Manchester United | Inglaterra          | 2012-13 |
| Community Shield                    | Manchester United | Inglaterra          | 2013    |

### Títulos internacionales
| Título                            | Club              | Sede  | Año     |
| --------------------------------- | ----------------- | ----- | ------- |
| Liga de Campeones de la UEFA      | Manchester United | Rusia | 2007-08 |
| Copa Mundial de Clubes de la FIFA | Manchester United | Japón | 2008    |

### Distinciones individuales
| Distinción                                                   | Año                    |
| ------------------------------------------------------------ | ---------------------- |
| Equipo del año PFA Premier League                            | 2007, 2008, 2009, 2011 |
| Jugador Serbio del Año                                       | 2005, 2008             |
| XI Mundial FIFA/FIFPro                                       | 2009, 2011             |
| Jugador del Año de la Premier League Mejor defensa del mundo | 2009, 2011             |